# Підволочиськ (станція)
Підволочи́ськ — передатна проміжна залізнична станція Тернопільської дирекції Львівської залізниці на електрифікованій  лінії Підволочиськ — Тернопіль між станціями Максимівка-Тернопільська (21 км) та Волочиськ (5,5 км). Розташована в селищі міського типу Підволочиськ Тернопільського району Тернопільської області.

## Історія
У середині XIX століття виникла необхідність у будівництві залізниці, яка б з'єднала Австро-Угорщину та Російську імперію. Такою залізницею стала дільниця Тернопіль — Жмеринка. 4 листопада 1871 року з боку Австро-Угорщини була побудована прикордонна станція Підволочиськ, на яку прибув перший поїзд. Тоді станція розташовувалася на кордоні Австро-Угорщини та Російської імперії. Того ж дня було відкрито залізничне сполучення між Підволочиськом та Волочиськом — ця лінія стала найпершою, що сполучила обидві частини України — австрійську та російську. Будівництвом залізниці керував особисто Карл Людвиг Йозеф Марія фон Габсбург-Лотаринген — брат австрійського імператора.
1881 року на станції з'явилися паровозне депо та вокзал. Вона активно використовувалась для перевалки вантажів, адже на той момент колія з двох боків кордону була різною.
Містечко Волочиськ у 1815 році розділили на дві частини, одна з яких залишилась у Росії, друга — в Австрії. Звідси й пішла назва: під Волочиськом — Підволочиськ.
1919 року, під час української революції, Директорія УНР з Катеринославщини відправляла на станцію продовольство для потреб населення. Під час Другої світової війни, у 1941 році, станцію вщент знищили нацистські війська. Після деокупації, у 1944 році, її відновили, колію переклали на стандарт 1520 мм, а 1954 року звели сучасну будівлю вокзалу. Двоповерхова частина вокзалу доповнена масивним портиком з колонами та пілястрами, прикрашеними рустикою.
1998 року станція електрифікована в складі дільниці Тернопіль — Жмеринка.
Нині Підволочиськ — важлива передатна проміжна залізнична станція на межі двох залізниць — Львівської та Південно-Західної.
28 серпня 2022 року на перегоні Підволочиськ — Максимівка-Тернопільська трапилася одна з наймасштабних аварій на «Укрзалізниці» за останній час, в ході якої вантажний поїзд зійшов з колій. В результаті був повіністю  заблоковано рух поїздів, пошкоджені колії в обох напрямках, опори, контактна мережа, понад 20 вагонів перетворилися на металобрухт, а понад 20 пасажирських поїздів прямували обхідним маршрутом з тривалим запізненням від графіку руху.

## Пасажирське сполучення
На станції зупиняються, окрім електропоїздів, деякі пасажирські  поїзди далекого сполучення, проте інші поїзди не зупиняються у Підволочиську, але мають зупинку у Волочиську.

## Галерея

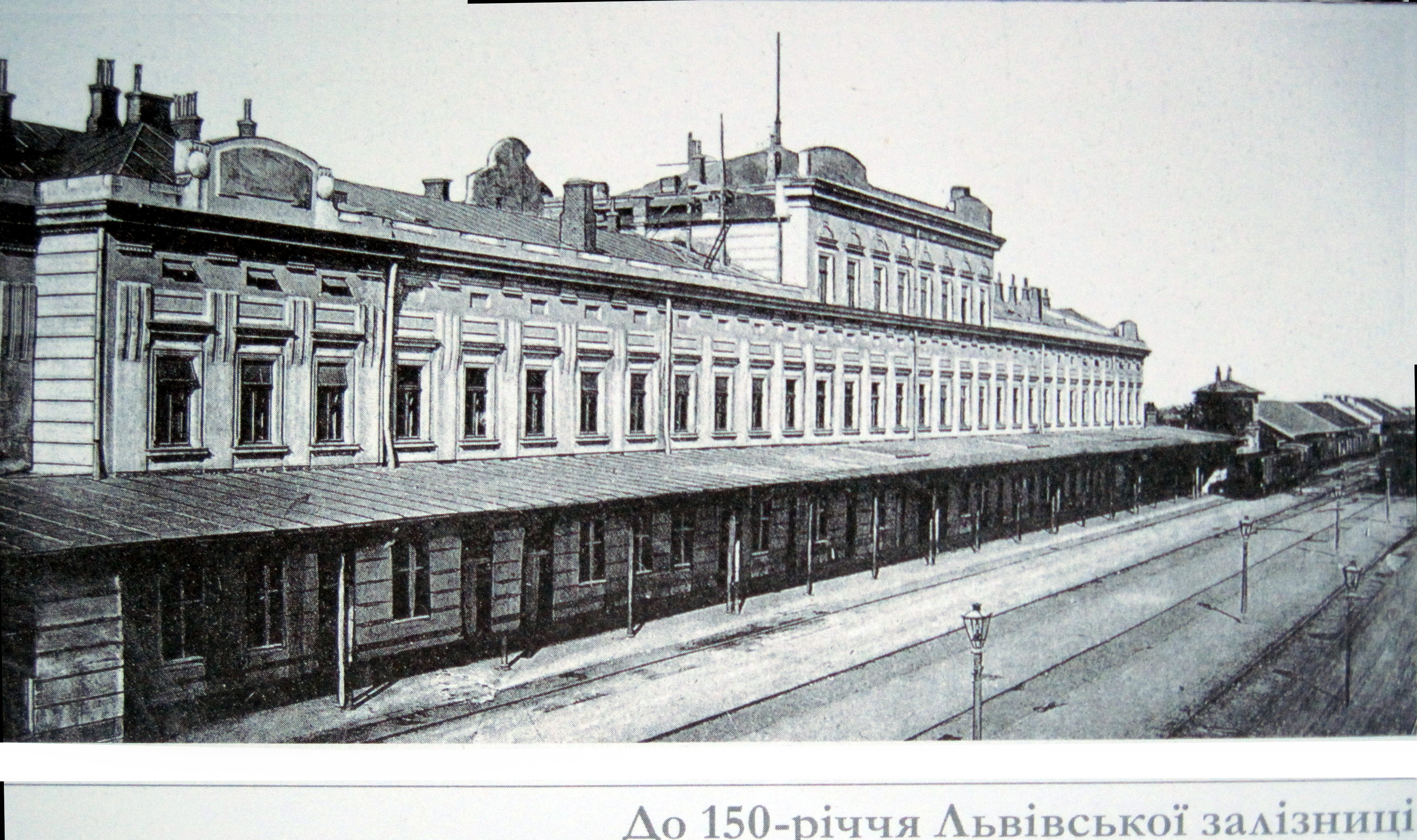
Вокзал перед Першою світовою війною
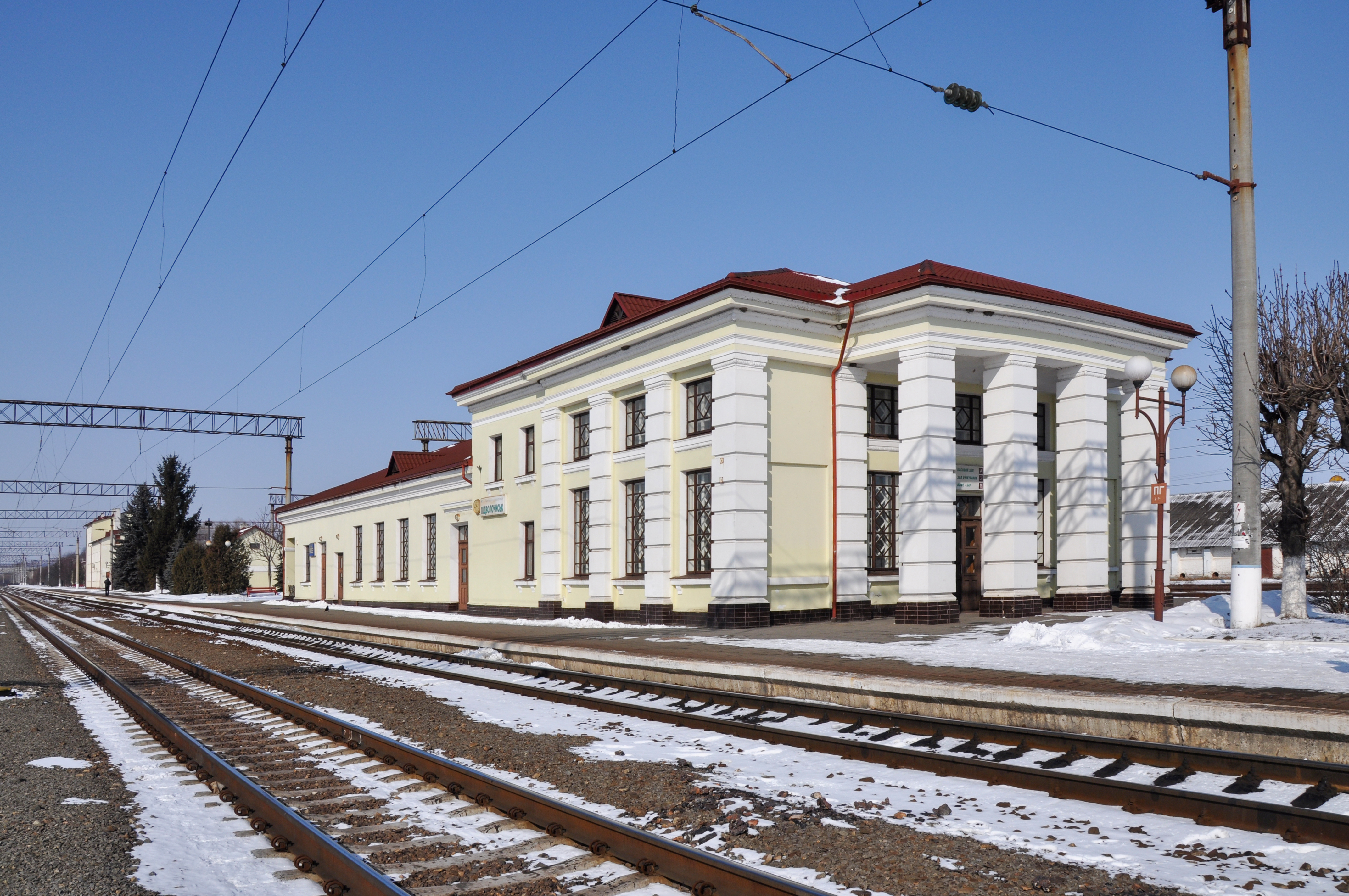
Сучасний вокзал
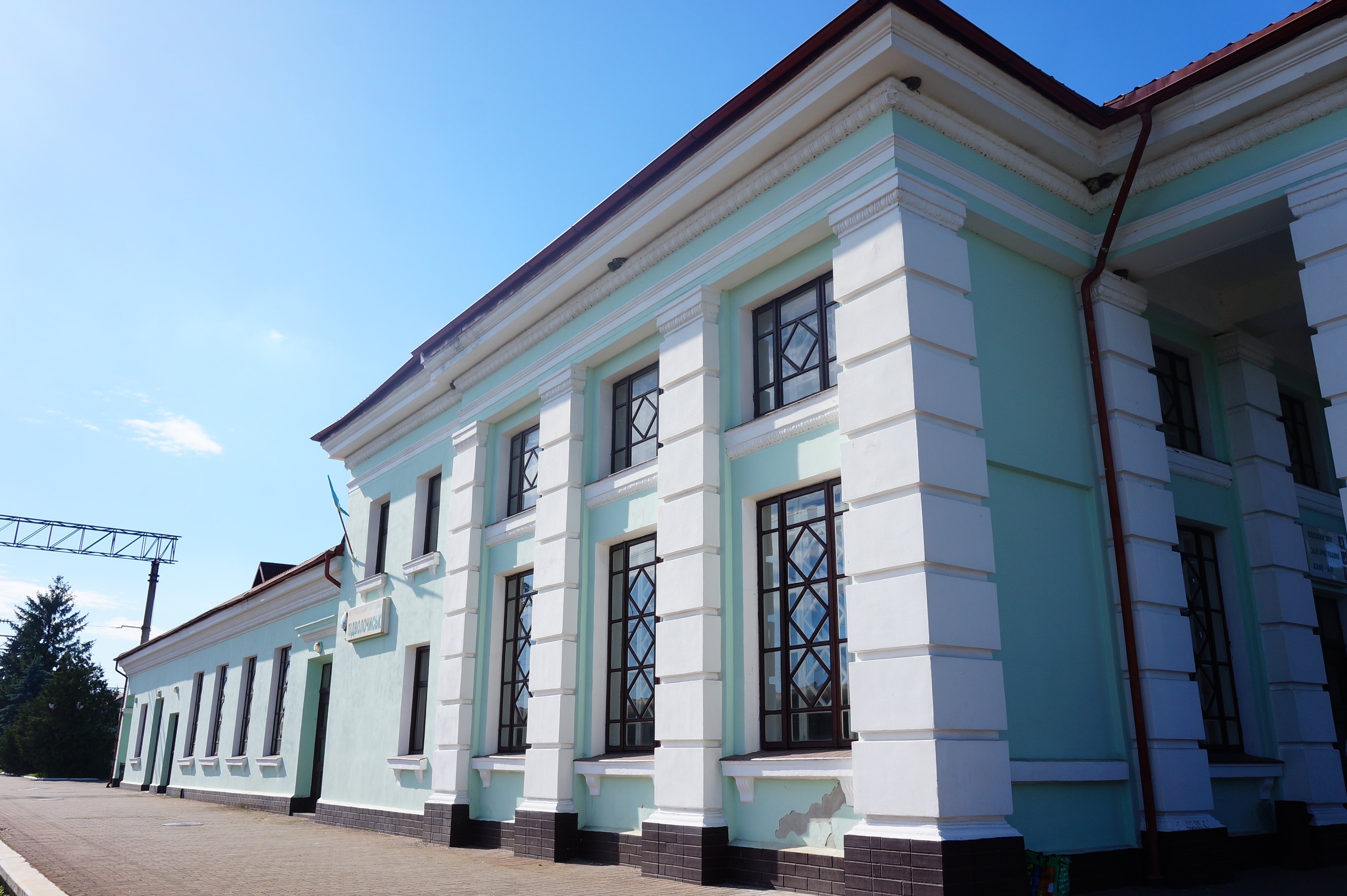
Вигляд з платформ